# Răzvan-Iulian Ciortea
Răzvan-Iulian Ciortea (n. 19 iulie 1976) este un deputat român, ales în 2024 din partea PSD. 